# Autopsia extratereștrilor
Autopsia extratereștrilor  (titlu original: Alien Autopsy) este o comedie britanică din 2006 regizată de Jonny Campbell. Scenariul, scris de William Davies, dezvăluie evenimentele din jurul faimoasei Autopsii a unui extraterestru, un presupus film filmat de armata americană descoperit de Ray Santilli și despre care s-a spus că face parte din Incidentul OZN de la Roswell. Adevăratul Ray Santilli și prietenul său Gary Shoefield apar la sfârșitul filmului artistic.

## Distribuție
În rolurile principale apar Ant McPartlin și Declan Donnelly, de asemenea cunoscuți ca Ant & Dec. Filmul a avut un succes comercial, aflându-se la un moment dat în primele 10 filme britanice Top Ten British box office chart.
- Declan Donnelly este Ray Santilli
- Ant McPartlin este Gary Shoefield
- Bill Pullman este Morgan Banner
- Götz Otto este Laszlo Voros
- Morwenna Banks este Jasmine
- Omid Djalili este Melik
- Harry Dean Stanton este Harvey
- Mike Blakeley este Matthew Blakeley, din echipa de filmare
- John Shrapnel este Michael Kuhn
- Madeleine Moffatt este Nan
- John Cater este Maurice
- Lee Oakes este Edgar
- Perry Benson este ofițerul
- Jimmy Carr este șeful lui Gary
- Winston Thomas este Zachary
- Michael Rouse este Harvey în tinerețe
- Pam Shaw este Aunty P
- David Threlfall este Jeffrey
- Andrew Greenough este Preston
- Stephanie Metcalfe este Doreen
- Jonathan Coy este directorul muzeului
- Ian Porter este ofițerul de la Pentagon
- Shane Rimmer este un colonel
- Naima Belkhiati este cumpărătorul TV francez
- Miguel Angel Plaza este Mr Gonzalez
- Jeff Harding este agentul CIA
- Kevin Breznahan este Junior TV executive
- Martin McDougall este Middle ranking TV executive
- Lachele Carl este TV news anchor
- Paul Birchard este Senior TV executive
- Sam Douglas este Network President
- Adriana Yanez este Stewardess (Argentina)
- Nichole Hiltz este Amber Fuentes
- Luis Soto este Peruvian TV host
- Christina Piaget este Interviewer
- Christina Souza este Stewardess (Mexicana)
- Bradley Lavelle este gazda din NY
- Orson Bean este Homeless man
- Sophia Ellis este UFO Enthusiast